# I sekretarze KC Komunistycznej Partii Uzbeckiej SRR
Funkcję I sekretarza Komitetu Centralnego Partii Komunistycznej Uzbeckiej Socjalistycznej Republiki Radzieckiej sprawowali kolejno:
| Lp. | Zdjęcie | Imię i nazwisko                            | Okres sprawowania funkcji             | Informacje dodatkowe |
| --- | ------- | ------------------------------------------ | ------------------------------------- | --- |
| 1.  |         | Władimir Iwanow (ur. 1893, zm. 1938)       | od lutego 1925 do lutego 1927         | W latach od 1934 do 1937 był członkiem Wszechzwiązkowej Komunistycznej Partii (bolszewików). |
| 2.  |         | Kuprijan Kirkiż (ur. 1888, zm. 1932)       | od lutego 1927 do kwietnia 1929       | W latach 1925–1926 członek Biura Politycznego Komitetu Centralnego Komunistycznej Partii (bolszewików) Ukrainy, od 1925 do 1930 członek Wszechzwiązkowej Komunistycznej Partii (bolszewików).                                                      |
| 3.  |         | Nikołaj Gikało (ur. 1897, zm. 1938)        | od kwietnia 1929 do 11 czerwca 1929   | W latach od 1932 do 1937 pełnił funkcję I sekretarza KC Komunistycznej Partii (bolszewików) Białorusi. |
| 4.  |         | Isaak Zielenski (ur. 1890, zm. 1938)       | od 1929 do 1931                       | |
| 5.  |         | Akmal Ikramow (ur. 1898, zm. 1938 )        | od 1925 do 1937                       | |
| 6.  |         | Usmon Yusupov (ur. 1900, zm. 1966)         | od 1937 do 1950                       | W latach od 1953 do 1954 prezes Rady Ministrów Uzbeckiej SRR. |
| 7.  |         | Amin Niyozov (ur. 1903, zm. 1973)          | od 1950 do 1955                       | Od roku 1947 przez trzy lata przewodniczył Prezydium Rady Najwyższej Uzbeckiej SRR. |
| 8.  |         | Nuriddin Muhitdinov (ur. 1917, zm. 2008)   | od 1955 do 1957                       | Prezes Rady Ministrów Uzbeckiej SRR (dwukrotnie, od 1951 do 1953 i od 1954 do 1955), w latach 1957-1961 członek Prezydium KC KPZR. |
| 9.  |         | Sobir Kamolov (ur. 1910, zm. 1990)         | od 1957 do 1959                       | W latach 1955–1957 prezes Rady Ministrów Uzbeckiej SRR. |
| 10. |         | Sharof Rashidov (ur. 1917, zm. 1983)       | od 1959 do 1983                       | W latach od 1950 do 1959 pełnił funkcję przewodniczącego Prezydium Rady Najwyższej Uzbeckiej SRR, przez siedem kadencji deputowany do Rady Najwyższej ZSRR.                                                                                        |
| 11. |         | Inomjon Usmonxoʻjayev (ur. 1926, zm. 2008) | od 1983 do 1988                       | Od 1978 do 1983 roku przewodniczył Prezydium Rady Najwyższej Uzbeckiej SRR. |
| 12. |         | Rafiq Nishonov (ur. 1926)                  | od 1986 do 1988                       | Przewodniczył Prezydium Rady Najwyższej Uzbeckiej SRR w latach od 1986 do 1988. |
| 13. |         | Islom Karimov (ur. 1938, zm. 2016)         | od 23 czerwca 1989 do 29 grudnia 1991 | Od 24 marca 1990 do 1 września 1991 prezydent Uzbeckiej SRR. Po rozwiązaniu Uzbeckiej SRR (29 grudnia 1991) i uzyskaniu przez Republikę Uzbekistanu niepodległości, od 1 września 1991 roku do śmierci 2 września 2016 roku prezydent Uzbekistanu. |